# Nederlandse Planten Collecties
De Nederlandse Planten Collecties (N.P.C) zijn bedoeld om het brede assortiment planten dat in Nederland wordt gekweekt, te behouden. De bedoeling van de afzonderlijke collecties - veelal per geslacht - is om zo veel mogelijk soorten en cultivars te laten zien.
De Nederlandse Planten Collecties ressorteren onder de Koninklijke Vereniging voor Boskoopse Culturen (K.V.B.C.). Op grond van criteria op het gebied van 
- representativiteit
- verzorging
- bezoekbaarheid

wordt bepaald of collecties tot de N.P.C. gerekend kunnen worden. Zowel kwekers als niet-kwekers kunnen het predicaat N.P.C. krijgen.
In november 2005 waren er 86 collecties geregistreerd, waarvan de kleinste 5 taxa omvatte, en de grootste 1200.
Voor een overzicht van alle collecties en locaties: zie de website van de N.P.C. en het boekje van Van Dijk en Snoeijer.

## Doelstelling
De doelstelling van een Nederlandse Planten Collectie is:
1. Het opbouwen en in stand houden van een zeer breed assortiment, en het vergaren en delen van kennis erover. Dat is iets dat bij de teeltwijze die veel kwekers de laatste jaren volgen, verloren dreigt te gaan.
2. Het bieden van een referentiecollectie, zodat anderen hun plantmateriaal kunnen vergelijken, wat tot correcte naamgeving kan leiden.

## Ontstaansgeschiedenis
De Boskoopse kweker D.M. van Gelderen bracht in de tachtiger jaren als eerste het idee naar voren om door middel van plantencollecties het brede sortiment dat er in Nederland wordt gekweekt, voor de toekomst te behouden. Hij noemde deze collecties referentiecollecties: behalve voor het behouden van een breed sortiment zouden ze ook als vergelijkingsmateriaal dienst kunnen doen om planten juist op naam te brengen. Het beheer van dergelijke collecties was aanvankelijk een pure Boskoopse aangelegenheid, en werden veelal opgezet om door de K.V.B.C. te laten keuren. De meeste collecties waren eigendom van een kweker.
In 1995 werd de naam referentiecollectie gewijzigd in Nederlandse Plantencollectie (N.P.C.). In 1998 waren er dertig collecties. In 2001 waren het er al meer dan zeventig. In (november) 2005 was het aantal al 86. In 2021 is het aantal collecties boven de 100 uitgestegen.
De K.V.B.C. stimuleert en begeleidt de collecties en zorgt ervoor dat ze in de vakwereld bekendheid krijgen. Het is de wens van de K.V.B.C. dat meer collecties zich aanmelden, zodat het sortiment planten dat bewaard blijft uitgebreid wordt. De ervaring is dat het nog vaak voorkomt dat mensen al jaren bezig zijn met het verzamelen van planten van één geslacht en nog nooit van de Nederlandse Planten Collecties gehoord hebben.
De gedachte van de K.V.B.C. is dat als verzamelaars, kwekers, wetenschappers en verenigingen hun krachten bundelen, er planten behouden kunnen worden die anders verloren zouden gaan. Daarnaast kan het ook leiden tot het kweken van nieuwe planten.
In een tijd waarin schaalvergroting vaak leidt tot uniformering en standaardisering van het sortiment, is het van groot belang dat in Nederland voldoende genetisch materiaal voor latere generaties wordt bewaard.

## Nederlandse Planten Collectie(s) en Nationale Plantencollectie
De Nederlandse Planten Collecties moeten niet verward worden met de Nationale Plantencollectie (S.N.P.), de Stichting Nationale Plantencollectie is ontstaan uit een samenwerking tussen botanische tuinen in Nederland.

## Voorbeelden van Nederlandse Planten Collecties
- De collecties van esdoorn (Acer) met ca. 675 taxa - Het Aceretum -, palmboompje (Buxus) met ca. 110 taxa, Enkianthus (een geslacht uit de heidefamilie) met ca. 15 taxa, schijnhulst (Osmanthus) (uit de Olijffamilie) met 24 taxa, Pieris (ook uit de heidefamilie) met ca. 80 taxa, Japanse azalea (Rhododendron) met ca. 155 taxa en kamperfoelie (Lonicera) met 72 taxa worden beheerd door Kwekerij Esveld te Boskoop.[3]
- De collecties van salie (Salvia) met ca. 164 taxa, lavendel (Lavandula) met ca. 120 taxa, heiligenbloem (Santolina) met 20 taxa, rozemarijn Rosmarinus met 39 taxa en tijm ( Thymus ) met 61 taxa, bij Kwekerij Bastin te Aalbeek in (Nederlands) Limburg.[4]
- De collecties van aronskelk (Arum) met ca. 25 taxa, Arisaema (60) en Pinellia (5) - deze laatste twee geslachten eveneens uit de Aronskelkfamilie, beheerd door André Loos te Wouw.[5]
- De collecties van beuk (Fagus) (ca. 100 taxa), eik (Quercus) (300) en hartlelie (Hosta) (750) in het Arboretum Trompenburg te Rotterdam.
- De collectie van walnoten (Juglans) wordt beheerd door Kwekerij Westhof te 's-Heer Abtskerke.
- De collectie iepen (Ulmus) (ruim 100 taxa) wordt beheerd door de gemeente Wijdemeren en staat verspreid in de openbare ruimte.